# 姫谷焼

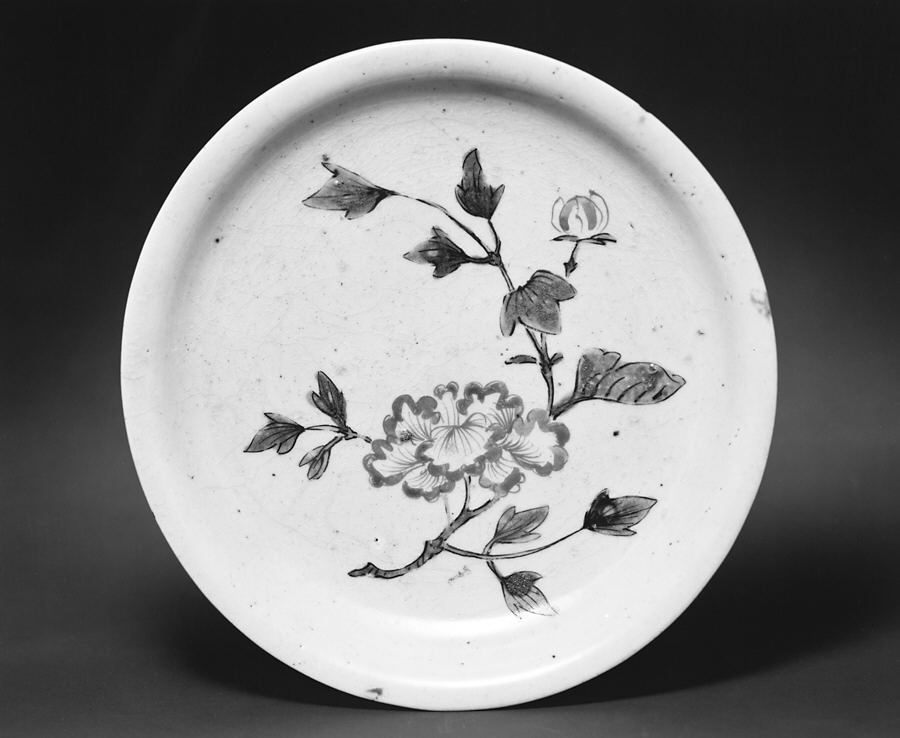
メトロポリタン美術館パッカード・コレクション

姫谷焼（ひめたにやき/ひめややき）は、備後国広瀬村姫谷（現・広島県福山市加茂町百谷）で江戸時代（17世紀）に制作されていた色絵陶磁器。当時の備後福山藩主であった水野勝種の指示によって生産が始められたといわれている。肥前有田（伊万里焼）、加賀（九谷焼）とともに17世紀の日本国内で磁器の生産に成功した三つの産地の一つであった。ごく短期間操業した後に廃絶したため、現在では幻の焼き物とされている。

## 概要

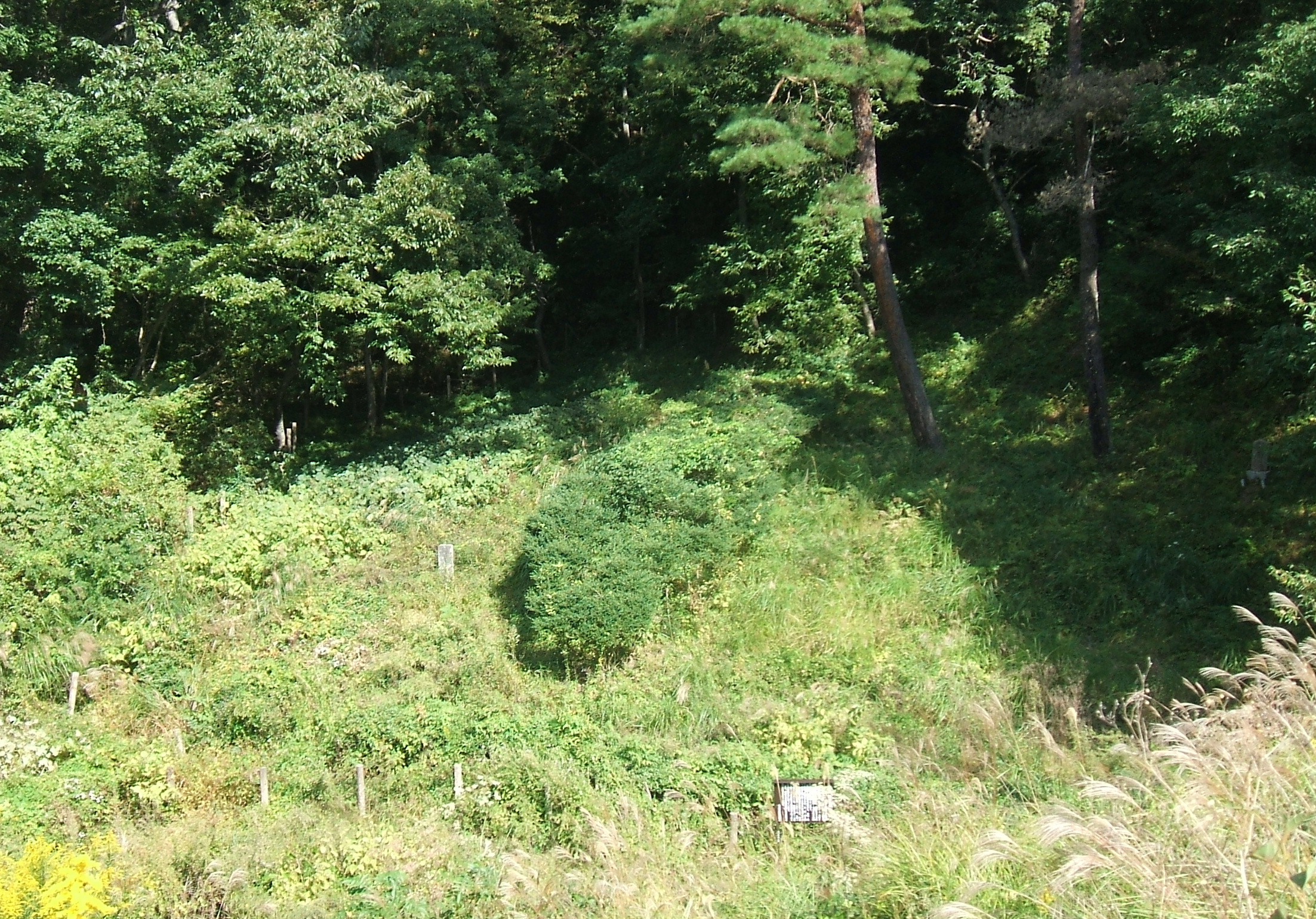
姫谷焼窯元跡遺跡の現状（2008年）

### 歴史
姫谷焼について、地元では、いつ、だれが、何のための製作したのか、どのような作品が製作されたのかなど、その実体は明らかでない点が多かった。そのため江戸時代後期の文化年間に備後福山で編纂された郷土史「西備名区」では、初代福山藩主である水野勝成が放浪時代に姫谷の陶工の家に身を寄せ、作陶していたこと。そして藩主になった折にその陶工に経済的援助をしたため、窯を閉じたという記述がある。しかし実際の陶器の時代的特徴と矛盾するため誤伝といわれている。このように江戸時代後期の時点で既に姫谷焼の伝承は相当曖昧になっていたといえる。 他にも「京の陶工が姫君と駆け落ちして皿を焼いた」という地名伝説や「キリシタンの陶工が九州からのがれてきて焼いた」といった伝説が残されている。
昭和時代に桑田勝三によって、当時の深安郡広瀬村大字姫谷で1936年の窯元遺跡発掘が行われ、この発掘調査が公表されたことで姫谷焼が全国的に認知されるようになった。また発掘調査直後に広島県の史跡に指定された。1969年から1978年まで大規模な調査が行われた結果、窯は大きくなく内壁の焼け具合などからも生産の規模は小さく期間も長くなかったと見られている。

### 製品の特徴と研究・保存活動
姫谷焼の生産が行われた期間は短かった。陶器が1660年代（寛文）から1685年（貞享2年）前後まで、磁器は1670年（寛文10年）頃からやはり1685年前後まで、およそ20年間生産されていた。主な陶工として市右衛門（? - 1670年没）が挙げられている。
当時の日本の色絵磁器（伊万里焼など）は中国風の作風が強く見られるが、姫谷焼はかなり和様化されている。これは伊万里焼の磁器製造技術を基に京焼の作風を取り入れたためと考えられている。
政治主導で開窯した経緯からか、日用品はほとんど焼かれず、陶器としては茶碗、茶入など逸品主義の茶道用具が、磁器としては染付の中皿など高級食器が焼かれたといわれている。ただし、備後福山藩と姫谷焼との関わりを示す文献が伝世していない。なお当地は水野氏廃絶後に福山藩から切り離され江戸時代後期には豊後中津藩の支配領域になっていた。そのため姫谷焼に関して、窯跡と作品以外に経緯を物語る物証は乏しい。
姫谷焼の完成品はおよそ100点が現存している。広島県重要文化財に指定されている作品もあるが、個人蔵のものが多く、一般人が鑑賞する機会は少ない。2008年に広島県立歴史博物館の企画展で現存作品の約半数が展示された。このほか和田正巳が、窯跡の土中に埋もれていた陶片数百点を収集し、福山市に寄贈した。福山市は2016年、これらの陶片を含む姫谷焼関連の遺物1732点を重要文化財に指定した。

### 窯跡遺跡
福山市北部の姫谷地区の国道182号線沿いの松林に囲まれた斜面に窯跡遺跡がある。また遺跡のそばには市右衛門の墓標もある。

## 参考資料・文献
- 野村泰三『色絵染付』保育社、1980年
- 『姫谷焼 - 姫谷焼窯跡発掘調査報告』福山市教育委員会、1980年
- 関口広次「広島県姫谷窯の生産技術について-肥前地域の窯業との対比を中心として-」『青山史学』第13号、1992年
- 関口広次「広島県姫谷窯の作品とその製作者について」『東洋陶磁』第20・21号、1993年
- 『姫谷 - 十七世紀後半の色絵磁器の系譜』福山市立福山城博物館、1993年
- 「目の眼」1994年5月号
- 和田正巳・福永伸哉『姫谷焼の陶片資料』真陽社、2013年
- 和田正巳「姫谷焼の秘めた謎 追う」『日本経済新聞』文化欄、2016年8月24日